# Нікола Ночелла
Ніко́ла Ноче́лла (італ. Nicola Nocella; 14 червня 1981, Терліцці, Італія) — італійський актор.

## Життєпис
Нікола Ночелла народився 14 червня 1981 року в Терліцці, що в регіоні Апулія, Італія. Після закінчення навчання в науковому ліцеї працював на місцевих радіостанціях. З 2004 по 2006 рік він відвідував акторські курси в Експериментальному кіноцентрі в Римі, під час навчання в якому взяв участь у короткометражному фільмі «Природа: Консуело» (2015) режисера Карло Пізані
У 2007 року Нікола Ночелла знявся в декількох італійських телевізійних рекламних роликах, у тому числі Fastweb і Land Rover, після чого почав зніматися на телебаченні та в ігровому кіно, дебютувавши на великому екрані у 2006 році роллю у фільмі «Що я тут роблю!» режисера Франческо Амато.
Нікола Ночелла став відомим у 2010 році завдяки ролі головного героя у фільмі «Найменший син» Пупі Аваті, за яку він отримав премію «Срібна стрічка» Італійського національного синдикату кіножурналістів як найкращий актор-дебютант. Наступного року Ночелла був відзначений «Срібною стрічкою» як найкращий актор короткометражного фільму («італ. Omero bello di nonna», 2011).
У 2017 році Нікола Ночелла знявся в дебютному фільмі Андреа Маньяні «Ізі» спільного італо-українського виробництва, де зіграв головну роль Ісідоро (Ізі). За цю роль у 2018 році Ночелла був номінований як найкращий актор на італійську національну кінопремію «Давид ді Донателло».

## Фільмографія
| Рік  |    | Українська назва                                 | Оригінальна назва                                         | Роль              |
| ---- | -- | ------------------------------------------------ | --------------------------------------------------------- | ----------------- |
| 2006 | ф  | Що я тут роблю!                                  | Ma che ci faccio qui!                                     | Бібітаро          |
| 2006 | с  | Честь і повага                                   | L'onore e il rispetto                                     |                   |
| 2008 | ф  | Літо біля моря (епізод «Грав Монтекрісто»)       | Un'estate al mare                                         |                   |
| 2008 | с  | Мій син і я — нові історії для комісара Вівальді | Io e mio figlio — Nuove storie per il commissario Vivaldi | Гуїдолін          |
| 2009 | ф  | Маріє, йому не подобається їжа                   | Maria, ihm schmeckt's nicht!                              | Енцо Кардуччі     |
| 2010 | ф  | Найменший син                                    | Il figlio più piccolo                                     | Бальдо            |
| 2010 | ф  | Невидиме місто                                   | La città invisibile                                       | Ремо              |
| 2010 | ф  | Двадцять сигарет                                 | 20 sigarette                                              | Чіко              |
| 2010 | тф | Собака на двох                                   | Un cane per due                                           | Спартак           |
| 2010 | ф  | Какао                                            | Cacao                                                     | Джанфіліппо       |
| 2012 | ф  | Ітакер: Італійцям заборонено                     | Itaker — Vietato agli italiani                            | Гоффредо Спаліччі |
| 2013 | ф  | Нелегальна студія                                | Studio illegale                                           | Тиціано Тирабосчі |
| 2015 | ф  | Невірні лайки                                    | Le frise ignoranti                                        | Франкіно          |
| 2015 | ф  | Красивий тато                                    | Belli di papà                                             | Фердинандо        |
| 2015 | ф  | Професор Кенерентоло                             | Il professor Cenerentolo                                  | агент Ночелла     |
| 2016 | ф  | Леонардо да Вінчі — міланський геній             | Leonardo da Vinci — Il genio a Milano                     | Вінченцо Банделло |
| 2016 | с  | Мегі і Б'янка в Академії моди                    | Maggie & Bianca Fashion Friends                           | Record Agent      |
| 2016 | ф  | Очікування та зміни                              | Attesa e cambiamenti                                      | Кікка             |
| 2017 | ф  |                                                  | Gomorroide                                                | панотець Піо      |
| 2017 | ф  | Дівчина моєї мрії                                | La ragazza dei miei sogni                                 | клошар            |
| 2017 | ф  | Ізі                                              | Easy — Un viaggio facile facile                           | Ісідоро           |
| 2017 | ф  | Стан сп'яніння                                   | Stato di ebbrezza                                         | Джильйо           |

## Визнання
| Нагороди та номінації Ніколи Ночелла              | Нагороди та номінації Ніколи Ночелла                 | Нагороди та номінації Ніколи Ночелла | Нагороди та номінації Ніколи Ночелла |
| Рік                                               | Категорія                                            | Фільм                                | Результат                            |
| ------------------------------------------------- | ---------------------------------------------------- | ------------------------------------ | ------------------------------------ |
| Італійський національний синдикат кіножурналістів |                                                      |                                      |                                      |
| 2010                                              | Спеціальна срібна стрічка — Найкращий актор-дебютант | Найменший син                        | Перемога                             |
| 2011                                              | Найкращий актор короткометражного фільму             | Omero bello di nonna                 | Перемога                             |
| Премія «Золотий глобус» (Італія)                  |                                                      |                                      |                                      |
| 2010                                              | Найкращий актор-новачок                              | Найменший син                        | Перемога                             |
| Премія «Золотий кубок»                            |                                                      |                                      |                                      |
| 2011                                              | Найкращий комедійний актор                           | Найменший син                        | Номінація                            |
| 2013                                              | Найкращий комедійний актор                           | Нелегальна студія                    | Перемога                             |
| Фестиваль комедійних фільмів у Монте-Карло        |                                                      |                                      |                                      |
| 2018                                              | Приз журі найкращому акторові                        | Ізі                                  | Перемога                             |
| Премія «Давид ді Донателло»                       |                                                      |                                      |                                      |
| 2018                                              | Найкращий актор                                      | Ізі                                  | Номінація                            |